# Плутарх (тиран Эретрии)
Плутарх (др.-греч. Πλούταρχος; Эретрия, Эвбея) — тиран Эретрии на Эвбее середины IV века до н. э.
Плутарх стал тираном Эретрии на Эвбее после Менестрата около 350 года до н. э. Его правление проходило во время противостояния Афин и Македонии. Политический соперник Плутарха Клитарх занимал промакедонскую позицию. В изгнании он получил войско от фокидского стратега-автократора Фалека, с которым надеялся захватить власть в Эретрии. На этом фоне Плутарх обратился за помощью к Афинам, где его проксеном был представитель правящей «партии Евбула» Мидий.
Афиняне предоставили помощь Плутарху и войско под командованием Фокиона высадилось на Эвбее. Сторону Клитарха принял также промакедонский тиран Халкиды Каллий. На этом фоне Плутарх, который решил, что афиняне хотят аннексировать Эвбею, присоединился к их войску. В битве на Таминской равнине 348 года до н. э. Фокион, несмотря на малое войско, одержал победу. Он изгнал Плутарха и разместил в Эретрии афинский гарнизон, после чего отправился домой.